# Каранска река
Каранска река е река в Южна България, в Източните Родопи, Област Кърджали, Община Кирково. Десен приток на Къзълач. Дълга е 14 km.
Каранска река извира под самия връх Вейката. Тече на север само в землището на село Долно Къпиново. По течението ѝ се вливат 3-4 по-малки дерета. Влива се в река Къзълач, като оформят в полуостров махала Карана на Долно Къпиново. Реката е с непостоянен воден дебит, с дъждовно подхранване, като максимумът ѝ е през месеците декември, януари и февруари, като след продължителни дъждове и през пролетта водите ѝ текат бързо с пороен характер и влачат големи количества наноси. Нейният минимум е през месеците август и септември, но никога не пресъхва. По течението ѝ бреговете са стръмни, врязани и на места скалисти. В горното течение коритото е каменисто. В долното ѝ течението на места има широки разливи с пясъчни брегове. При вливането си в река Къзълач и натрупването на инертни материали камъни и пясък с годините се е образувал районът, на който днес са построени къщите на махала Карана на Долно Къпиново.